# Leyenda de la Añañuca

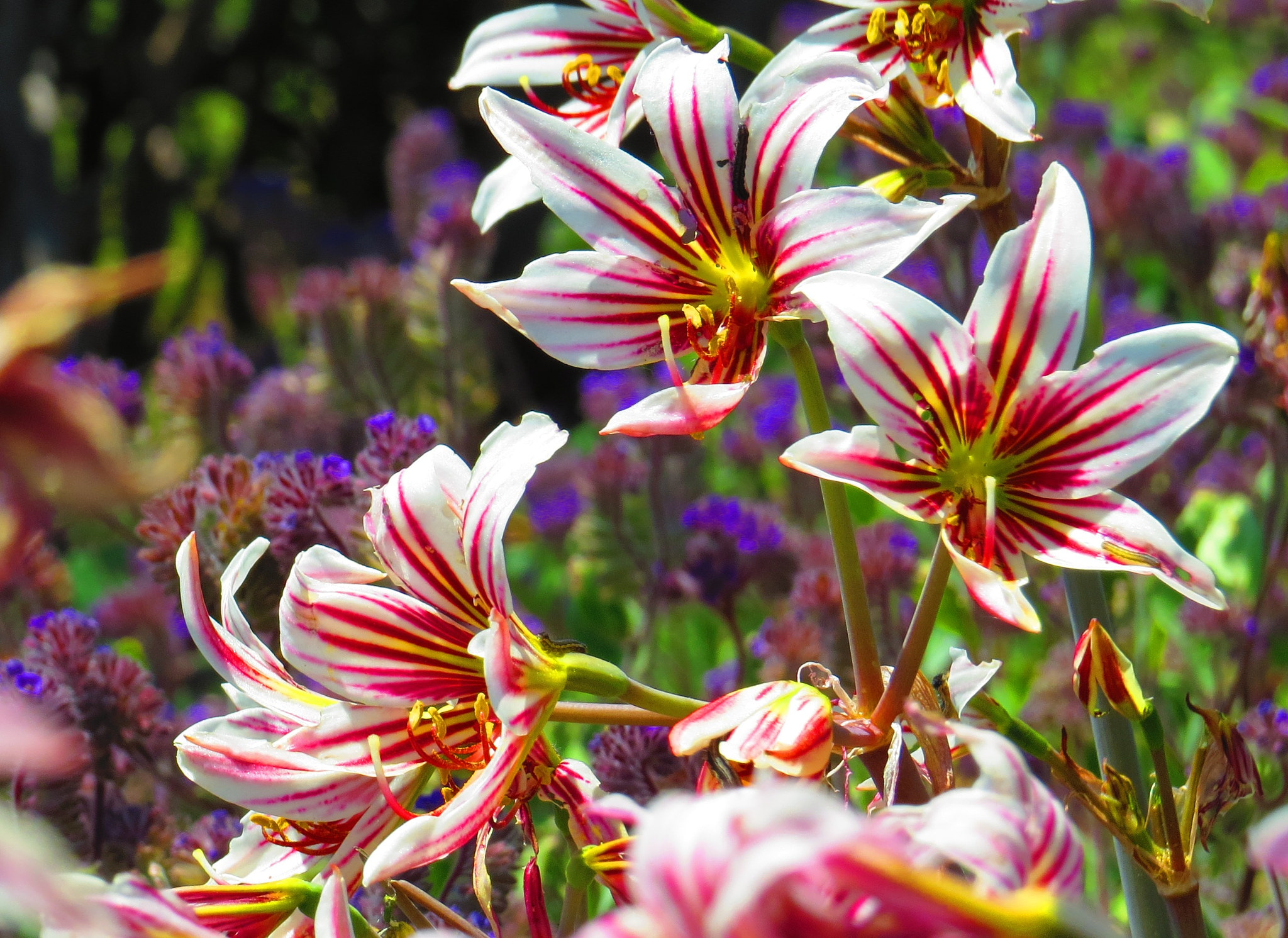
Flor de añañuca (Rhodophiala rhodolirion), eje central de la layenda.

La leyenda de la Añañuca es una historia tradicional chilena que narra el origen mítico de la flor llamada «añañuca», que florece en el desierto de Atacama y el valle central de Chile. 
La leyenda se centra en la trágica historia de amor entre Añañuca, una hermosa joven indígena del pueblo de Monte Rey (hoy conocido como Monte Patria) y un forastero. que —dependiendo de la versión— puede ser un minero en busca de un tesoro o un soldado español. Aunque existen varias versiones de la leyenda, esta refleja temas de amor, pérdida, y la belleza emergente del sufrimiento, y se ha transmitido a través de generaciones.

## Contexto Histórico
El pueblo de Monte Patria, conocido en el periodo colonial como Monte Rey, es el escenario de esta leyenda. La narrativa se inserta en un marco más amplio que refleja las interacciones culturales y sociales durante la colonia en Chile, así como la rica tradición oral que preserva estas historias a través de generaciones.
La Leyenda de la Añañuca se origina en el valle del Limarí, en la región que actualmente corresponde a la provincia de Limarí, Chile, y se asocia con el surgimiento de una flor llamada añañuca, que crece entre el desierto de Atacama y el valle central de Chile.
La leyenda, que varía en detalles entre las versiones, narra una historia de amor trágico en el contexto de la colonia en Chile, vinculando elementos culturales, históricos y naturales de la región.

## Leyenda
Existen dos versiones principales de la leyenda, ambas centradas en la figura de Añañuca, una joven indígena de notable belleza oriunda del pueblo de Monte Rey, y su amor por un hombre, que varía entre ser un minero o un soldado español.

### Versión del minero
Muchos años antes de la Independencia, el pueblo de Monte Patria, ubicado en la actual provincia de Limarí, se conocía con el nombre de Monte Rey, bautizado de esta manera en el periodo colonial. En este lugar vivía Añañuca, una hermosísima joven que era cortejada por casi todos los jóvenes del pueblo, pero sin que por ello alguno de ellos hubiera sido capaz de conquistar el esquivo y reservado corazón de la muchacha.
El tiempo pasaba tranquilo para esta joven, hasta que un día asomó en el poblado un extraño minero, buen mozo y gallardo, quien iba en busca de un tesoro perdido del cual había escuchado en dicha región. El minero, al ver a Añañuca, quedó impresionado con su belleza y decidió quedarse en Monte Rey. Con el tiempo ambos jóvenes terminaron por enamorarse mutuamente.
Pero una noche, el joven tuvo un extraño sueño. Un espíritu de la montaña le dio a conocer el lugar exacto donde se encontraba la veta de la mina con al cual tanto había soñado. Y así, sin pensarlo dos veces, el joven minero decidió partir en su búsqueda. Añañuca esperó y esperó a su buen mozo y gallardo minero, sin embargo, él nunca regresó. Era cómo si el espejismo de la Pampa se lo hubiera tragado.
La joven vivió sin consuelo hasta que, finalmente, murió de una infinita pena amor. Añañuca fue sepultada por la gente de Monte Rey en un día de fuerte lluvia. Al día siguiente, cuando el sol alumbró; el valle se despertó, como por arte de magia, lleno de bellas flores rojas, las que hoy se conocen con el nombre de Añañuca, en honor a la joven que tanto esperó el regreso de su amado.

### Versión del Soldado Español
Otra versión narra que el hombre del cual se enamoró la joven indígena era un joven soldado español. Ambos, aun con todas las barreras sociales y culturales entre estos dos mundos tan distintos, decidieron amarse. Después que unos soldados descubrieran esta relación, decidiendo ponerle fin llevándose cautivo al joven soldado de vuelta al Perú, pero la joven decidió ir tras de él. Así, caminó por la pampa sin importarle el calor, el frío ni el dolor en su tormentoso viaje que le hacia dejar un camino de sangre por las heridas que el desierto le infirió. A pesar de todo, la joven por más que luchó por cumplir con la tarea que se había propuesto no soportó el calvario de su viaje y murió en medio del desierto, en algún lugar olvidado entre Copiapó y Vallenar perdiéndose su rastro. Pero llegado el mes de septiembre el camino de sangre dejado por la joven indígena se cubrió de flores de un intenso color rojo sangre:

"...(Añañuca) Nunca se rindió. Su sufrimiento era demasiado, pero seguía adelante, hasta que sus fuerzas la abandonaron y cayó sin vida en medio del desierto, en un lugar entre Copiapó y Vallenar.

Cuentan que la arena y el viento envolvieron su cuerpo, y ese mismo año, ocurrió el milagro. Al llegar septiembre, el camino de sangre se había cubierto de flores rojas, a las que se les bautizó con el nombre de Añañucas...".
Leyenda de la Añañuca según Oreste Plath

## Interpretación
La leyenda de la Añañuca refleja temas universales de amor, pérdida y memoria, enraizados en el contexto específico de la cultura y geografía chilenas. La flor de añañuca, con su color rojo intenso, se convierte en un símbolo del amor eterno y el sacrificio, vinculando de manera indisoluble la historia humana con el paisaje natural.

## En la cultura popular
En homenaje a la leyenda de la añañuca, el folclorista y charanguista chileno, Pedro Plaza, compuso la canción «Añañuca está llorando».
El programa Cuéntame un cuento de CNTV Infantil publicó un episodio contando la historia de esta leyenda.